# آلفرد رومر
آلفرد رومر (انگلیسی: Alfred Romer؛ ۲۸ دسامبر ۱۸۹۴ – ۵ نوامبر ۱۹۷۳ (۷۸ سال)) دانشمند در زمینه دیرینه‌شناسی اهل ایالات متحده آمریکا بود.

## زندگی‌نامه
آلفرد رومر در در نیویورک به دنیا آمد و تحصیلات دوران دبیرستان را در همان شهر گذراند. وی در کالج امهرست تحصیل کرد و درجه لیسانس علوم زیست‌شناسی را دریافت کرد و در دانشگاه کلمبیا ادامه داد و دارای مدرک کارشناسی ارشد زیست‌شناسی و فارغ‌التحصیل دکترا در جانورشناسی در سال ۱۹۲۱ بود و به عنوان گروه زمین‌شناسی و دیرینه‌شناسی در دانشگاه شیکاگو به تحصیل پرداخت.